# Sveti Petar (Cres)
Sveti Petar je naselje na otoku Cresu, koje administrativno pripada gradu Cresu.

## Zemljopisni položaj
Nalaze se na sjeveroistoku otoka, u unutrašnjosti. Nadmorska visina mjesta je oko 250m, a istočna obala Cresa nalazi se oko 500 metara istočno od mjesta. 
Najbliže naselje je Beli (2,5 km sjeverno).

## Stanovništvo
Prema popisu stanovništva iz 2001. godine, naselje ima 11 stanovnika.
| broj stanovnika |       |       | 127   | 120   | 139   | 143   |       |       | 120   | 52    | 41    | 30    | 21    | 7     | 11    | 14    | 7     |
|                 | 1857. | 1869. | 1880. | 1890. | 1900. | 1910. | 1921. | 1931. | 1948. | 1953. | 1961. | 1971. | 1981. | 1991. | 2001. | 2011. | 2021. |

## Vanjske poveznice
- Grad Cres: Naselja na području grada Cresa